# Mont Shishaldin
El mont Shishaldin és un estratovolcà actiu a l'illa Unimak, Alaska, i que amb els seus 2.857 m d'altitud és el punt més elevat de les illes Aleutianes, però no pas de la Serralada Aleutiana, ja que aquesta es troba al Mont Redoubt. Es troba gairebé totalment cobert pel gel perpetu per sobre dels 2.000 metres.
La seva forma és gairebé cònica i per sobre els 2.000 metres els cercles són quasi perfectes. Les parts baixes dels vessants nord i sud són una mica més pronunciades que no pas l'oriental i occidental. El Shishaldin és el volcà més occidental dels tres grans estratovolcans que hi ha a l'est de l'illa Unimak.
Els aleutians l'anomenen Sisquk, que significa "muntanya que assenyala el camí quan estic perdut". Des del seu petit cràter cimer s'emet un núvol constant de vapor.

## Erupcions

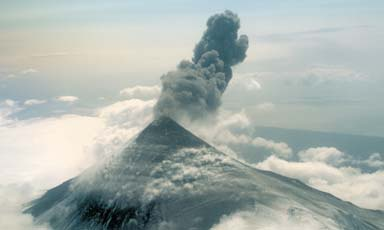
Vista aèria del mont Shishaldin en l'erupció de 1999.

El volcà ha tingut nombroses erupcions registrades durant els segles XIX i XX. L'Observatori Vulcanològic d'Alaska té confirmades 24 erupcions del Shishaldin, cosa que el situa com el tercer volcà amb més erupcions de la zona després de l'Akutan i el Pavlof. La seva darrera erupció confirmada se situa el 2004.

## Escalada
La primera ascensió confirmada del Shishaldin va ser el 1932 per G. Peterson i dos acompanyants. Donada la naturalesa senzilla de l'escalada és possible que s'haguessin produït ascensions amb anterioritat, ja fos per aleutians, russos o d'altres visitants. Degut a la seva situació remota és poc visitat per forasters.